# Inondation du 12 juin 1966 à Hong Kong
L’inondation du 12 juin 1966 à Hong Kong est une catastrophe due à de fortes pluies. Les inondations, glissements de terrain et coulées de boue ont causé de graves pertes humaines et économiques, entraînant un total de 64 morts, 48 disparus et 29 blessés.

## Évolution météorologique
Depuis le juin 1966, un creux barométrique actif persistait le long de la côte du sud de la Chine et l'air était instable le long de la province du Guangdong, générant des bandes orageuses depuis plus de dix jours. Le 8 juin, dans le district de Kowloon, un mur extérieur de l'école primaire La Salle à Kowloon Tong s'est effondré, enterrant 6 personnes et en blessant 16 autres dont des étudiantes âgées de 12 à 16 ans,,.
Le 12 au matin, une zone d'orages violents a touché Hong Kong. L'Observatoire de Hong Kong a enregistré une pluviométrie de 108,2 mm entre 6 et 7 h ce jour-là, le quatrième plus élevé jamais enregistré, et 383 mm au cours de la journée,.

### Conséquences

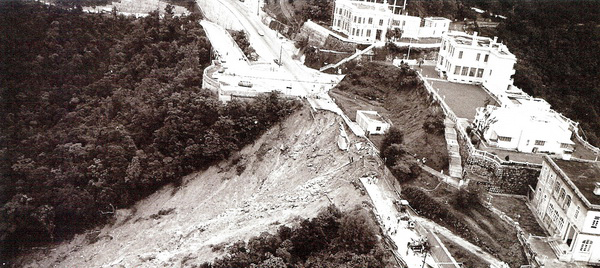
Glissement de terrain.

Les zones touchées comprenaient la plupart des districts de Hong Kong mais les plus gravement touchées ont été ceux sur l'île de Hong Kong. Par exemple, la pluie s'est transformée en torrents d'eau et causé une crue soudaine dans la rue Ming Yuen West, à North Point. Les eaux de crue sont descendues de la montagne vers le port emportant et écrasant un grand nombre de personnes et les véhicules garés dans la rue. La pluie a aussi érodé les pentes abruptes pour causer des glissements de terrain et des coulées de boue. L'une des centrales électriques et des pompes à eau de l'île de Hong Kong ont été endommagées par l'inondation, provoquant la suspension de l'approvisionnement en eau et en électricité dans certaines parties de l'île.
Dans la seule région d'Aberdeen, il y a eu 1 200 sinistrés. Dans les Nouveaux Territoires, en particulier à Tai Po et Yuen Long, les terres agricoles ont été gravement endommagées, dont 95 % des rizières dans le premier district, selon les journaux. Au total, les intempéries feront 64 morts et plus de 6 000 victimes.